# Charles Étienne Brasseur de Bourbourg

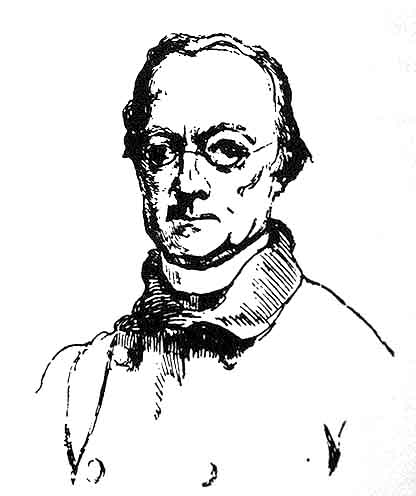
Abbé Charles Étienne Brasseur de Bourbourg, litho uit J. Windsors 19e-eeuwse uitgave van Aboriginal America.

Abbé Charles Étienne Brasseur de Bourbourg (8 september 1814 - Nice, 8 januari 1874) was een Franse schrijver, etnograaf, historicus, archeoloog en katholieke priester. Hij werd een specialist in Meso-Amerikaanse studie en reisde veel door het gebied. Zijn geschriften, publicaties en herontdekking van historische documenten droegen veel bij aan de kennis van de talen in het gebied, het schrift, de geschiedenis en cultuur, met name van de Maya en Azteekse beschavingen. Zijn speculaties omtrent de banden tussen de oude Maya's en het verloren continent Atlantis inspireerden echter Ignatius Donnelly en ondersteunden de pseudowetenschap Mayanisme.

## Reizen en expedities in Centraal Amerika
Hij reisde van 1848 tot 1863 als missionaris in Mexico en Centraal Amerika. Hij verzamelde informatie over de geschiedenis van precolumbiaanse beschavingen en publiceerde tussen 1857 en 1859 een geschiedenis van de Azteekse beschaving. Hij leidde onderzoek naar plaatselijke talen en transliteratie in het Latijnse alfabet. In 1864 was hij archeoloog van de Franse militaire expeditie in Mexico en in 1866 werd zijn Monuments anciens du Mexique gepubliceerd.

## Ontdekking van de Landa's werk
In 1862 vond hij in de archieven van de Koninklijke Academie van Geschiedenis in Madrid een kopie van een manuscript dat rond 1566 was geschreven door de Spanjaard Diego de Landa, Relación de las Cosas de Yucatán. De Landa schreef over de nog niet ontcijferde Maya-hiërogliefen, het schrift van de oude Mayabeschaving. Volgens de Landa correspondeerden de gliefen met letters van het Spaanse alfabet. Brasseur de Bourbourg gaf het manuscript opnieuw uit in 1863, Relations des choses de Yucatán de Diego de Landa. Het zogenaamde 'de Landa alfabet' bleek echter problematisch en inconsistent. Het manuscript werd pas in de tweede helft van de twintigste eeuw bruikbaar toen er op het vakgebied consensus begon te ontstaan dat het Maya-schrift een logosyllabisch schriftsysteem is.

## Publicatie van dePopol Vuh
Hij publiceerde in 1861 een Franse vertaling van het heilige boek van de Quiché ('K 'iche') Maya's. Hij voegde er grammatica van de K'iche' taal aan toe en een essay over Mayamythologie.

## Speculaties over Atlantis
Hij begon over Atlantis te schrijven in Grammaire de la langue Quichée (1862). Volgens hem hadden de oude culturen van de Nieuwe en Oude Wereld voortdurend met elkaar in verbinding gestaan. Atlantis zou de Oude en nieuwe Wereld hebben verbonden (Monuments anciens de Mexique, 1866). Volgens Brasseur de Bourbourg was de Mayabeschaving een vervolg van de cultuur van Atlantis, zoals die door Plato was beschreven. Hij maakte uitgebreide parallellen tussen Maya- en Egyptische pantheons en kosmologieën en veronderstelde dat ze beiden Atlantis als gemeenschappelijke bron hadden. Deze ideeën werkte hij verder uit in Quattres lettres sur le Mexique (1868) met een geschiedenis van Atlantis, gebaseerd op zijn interpretatie van Mayamythen. Zijn werk inspireerde Augustus Le Plongeon en Ignatius Donnelly's Atlantis: The Antediluvian World. Zijn theorieën over Atlantis werden in zijn tijd al niet door wetenschappers gedeeld. Zijn belangstelling voor spiritualiteit en deze speculaties over verbanden tussen de oude Mayabeschaving en Atlantis leverden de basis voor Mayanisme.

## Vertaling van een Maya-codex
In 1866 kreeg hij de gelegenheid om in Madrid een codex te onderzoeken die in het bezit was van Juan de Tro y Ortolano, een hoogleraar paleografie. Brasseur de Bourbourg herkende het als een Maya-geschrift, zoals hij er tijdens zijn reizen wel meer had gezien. Om de hoogleraar te eren noemde hij het geschrift de Troano Codex. 
Op basis van door hem gevonden aantekeningen van Diego de Landa waarin de gliefen van de Maya correspondeerden met het Spaanse vertaalde Brasseur de Bourbourg de codex. Het Maya-schrift is echter een logosyllabisch schriftsysteem en opgebouwd op basis van gliefen die een lettergreep of een heel woord kunnen uitdrukken. 
Het resultaat was dan ook een volstrekt foutieve en onbruikbare vertaling. Een van de talloze fouten was zijn conclusie dat in de codex geschreven werd over een continent Mu dat door een catastrofe was vernietigd. Brasseur de Bourbourg concludeerde hierop dan ook dat Mu en Atlantis hetzelfde land waren, maar dat Mu daarvan de correcte naam was. Later zouden pseudo-wetenschappers als Augustus Le Plongeon en James Churchward volstrekt fictieve vertalingen produceren van delen van de codex die geheel op hun eigen fantasie berustten.
Een  jaar later werd nog een codex gevonden, de Codex Cortesianus . Léon de Rosny stelde omstreeks 1880 vast dat zowel deze codex als de Troano Codex deel uitmaakten van hetzelfde werk. Daarna werd de tekst  benoemd als de Madrid Codex. Feitelijk bestaat de inhoud van de codex uit ongeveer 250 almanakken en horoscopen die de Mayapriesters in staat moesten stellen ceremoniële en rituele taken uit te voeren. Het handelt dan bijvoorbeeld om activiteiten als verzoeken om regen die verbonden waren met de godheid Chaac, andere activiteiten op agrarisch gebied, ceremoniën om het eind van een jaar dan wel het begin van een nieuw jaar te gedenken, jacht op met name herten, het maken (uit hout) van godsbeelden, weven, houden van bijen en het offeren van gevangenen.